# 饶河农场
饶河农场是一个位于中华人民共和国黑龙江省双鸭山市饶河县的农场，亦是黑龙江省农垦红兴隆管理局所属的一个农场。
饶河农场始建于1964年，地处三江平原东北部，南依完达山脉，北靠挠力河，东临乌苏里江与俄罗斯隔江相望。土地总面积110万亩，现有人口1.3万人。

## 行政区划
饶河农场下辖以下单位：
饶河场直社区、饶河农场第一管理区、饶河农场第二管理区、饶河农场第三管理区、饶河农场第四管理区、饶河农场第五管理区、饶河农场第六管理区、饶河农场第七管理区、饶河农场第八管理区和饶河农场第九管理区。